# Gadella maraldi
Gadella maraldi är en fiskart som först beskrevs av Risso, 1810.  Gadella maraldi ingår i släktet Gadella och familjen Moridae. Inga underarter finns listade i Catalogue of Life.